# Koi wa Groovy x2
Singles de Yuna Itō
Miss You
(2008) Trust You
(2009)
Koi wa Groovy x2 est le 12e single de Yuna Itō sorti sous le label Studioseven Recordings le 26 novembre 2008 au Japon. Il atteint la 44e place du classement de l'Oricon. Il se vend à 2 912 exemplaires la première semaine, et reste classé pendant 4 semaines, pour un total de 5 080 exemplaires vendus.
- Koi wa Groovy x2 a été utilisé comme campagne publicitaire pour promouvoir la Holiday Collection 2008 "Winter Neutrals" de Gap.
- Une version anglaise de la chanson, appelé "Groovy x2" a été créé le 10 décembre 2008, par Christine Ito, la "sœur" de Yuna Itō. Cette chanson n'était disponible qu'en téléchargement.
- Le clip de Koi wa Groovy x2 a été tourné à New York ; Yuna Itō s'est inspiré du mannequin canadien Groovy M pour les vêtements. Le clip est sorti le 4 novembre 2008 sur MTV.

Koi wa Groovy x2 se trouve sur l'album Dream et sur la compilation Love.

## Liste des titres
| 1. | Koi wa groovy×2 (恋はgroovy×2)                | Kenn Kato | Shunsuke Minami, DJ-PASSION、DJ KANE | 3:37 |
| 2. | Mafuyu no Seiza (真冬の星座)                  | MARKIE    | MARKIE                               | 4:44 |
| 3. | Miss You -Hawaiian Breeze Remix-              |           | Maika Hakuchō                        | 7:56 |
| 4. | Koi wa groovy×2 (Instrumental) (恋はgroovy×2) |           |                                      | 3:34 |